# Macrolopholia altocristata
Macrolopholia altocristata är en insektsart som beskrevs av Sjöstedt 1920. Macrolopholia altocristata ingår i släktet Macrolopholia och familjen gräshoppor. Inga underarter finns listade i Catalogue of Life.